# اندیس آشناک
آشناک یک اندیس غیرفلزی است که در حوالی شهر سلماس استان آذربایجان غربی قرار دارد و مادهٔ معدنی موجود در آن، سیلیس است.سنگ میزبان این اندیس آهک است  